# Dazkarieh
Dazkarieh war eine Band aus Lissabon, Portugal, die 1999 gegründet wurde und sich 2014 nach einer Abschiedstournee auflöste.

## Bandgeschichte
Dazkarieh gründeten sich 1999. Die Band spielte eine Mischung aus Alternative Rock mit Elementen der portugiesischen Musik. Auch Elemente der Weltmusik sind zu finden, da man von Anfang an versuchte, möglichst viele Musikkulturen in die Musik aufzunehmen. Das Line-up war nicht sehr stabil, zudem wurde die Band auf den Alben immer wieder durch Gastmusiker erweitert, da sie viele verschiedene, zum Teil traditionelle, zum Teil mittelalterliche Instrumente verwendeten. Sie wird daher sowohl dem Neofolk sowie der Weltmusik zugeordnet. Unter anderem führte die Band das schwedische Instrument Nyckelharpa in den portugiesischen Folk ein.
Die beiden ersten 2002 und 2004 veröffentlichten Alben erschienen als Eigenproduktion und mit einer sieben bis zehnköpfigen Besetzung. Beide Alben wurden 2007 von Hepta Trad neu aufgelegt. Insbesondere über die Livekonzerte erreichte die Gruppe in Portugal einen Status als Kultband. Auf dem zweiten Album arbeitete die Band mit dem Schriftsteller Tiago Torres da Silva zusammen, der die Songs schrieb.
Ab 2005 wurde die Besetzung auf vier Mitglieder reduziert. Neben der portugiesischen Musik traten nun europäische traditionelle Musikelemente hinzu. 2005 erschien die Kompilation Eldest im Buchverlag Galilivro als Begleitmusik zum gleichnamigen Roman von Christopher Paolini, dem zweiten Band der Eragon-Buchserie (deutscher Titel: Eragon – Der Auftrag des Ältesten).
2006 folgte das Album Incógnita Alquimia, mit dem die Band auch in Spanien und Kanada auftrat. Unter anderem war sie auf dem Festival d'été de Québec und dem FMM Festival das Musicas do Mundo zu sehen. Ab 2007 traten sie auf zahlreichen Festivals in Mexiko, Polen, Deutschland, Österreich und Estland auf. 2008 fand eine Deutschland-Tournee statt und trat beim Rudolstadt-Festival  auf.
2011 und 2012 folgten mit Ruído do Silêncio und Eterno Retorno zwei weitere Alben auf Galileo Music Communication. 2012 trat die Band auf dem Folklorefest Krefeld auf. Ihr letztes Album Finisterra erschien über Crowdfunding finanziert als Eigenproduktion. Nach einer Abschiedstournee löste sich die Band im gleichen Jahr auf.

## Nach der Auflösung

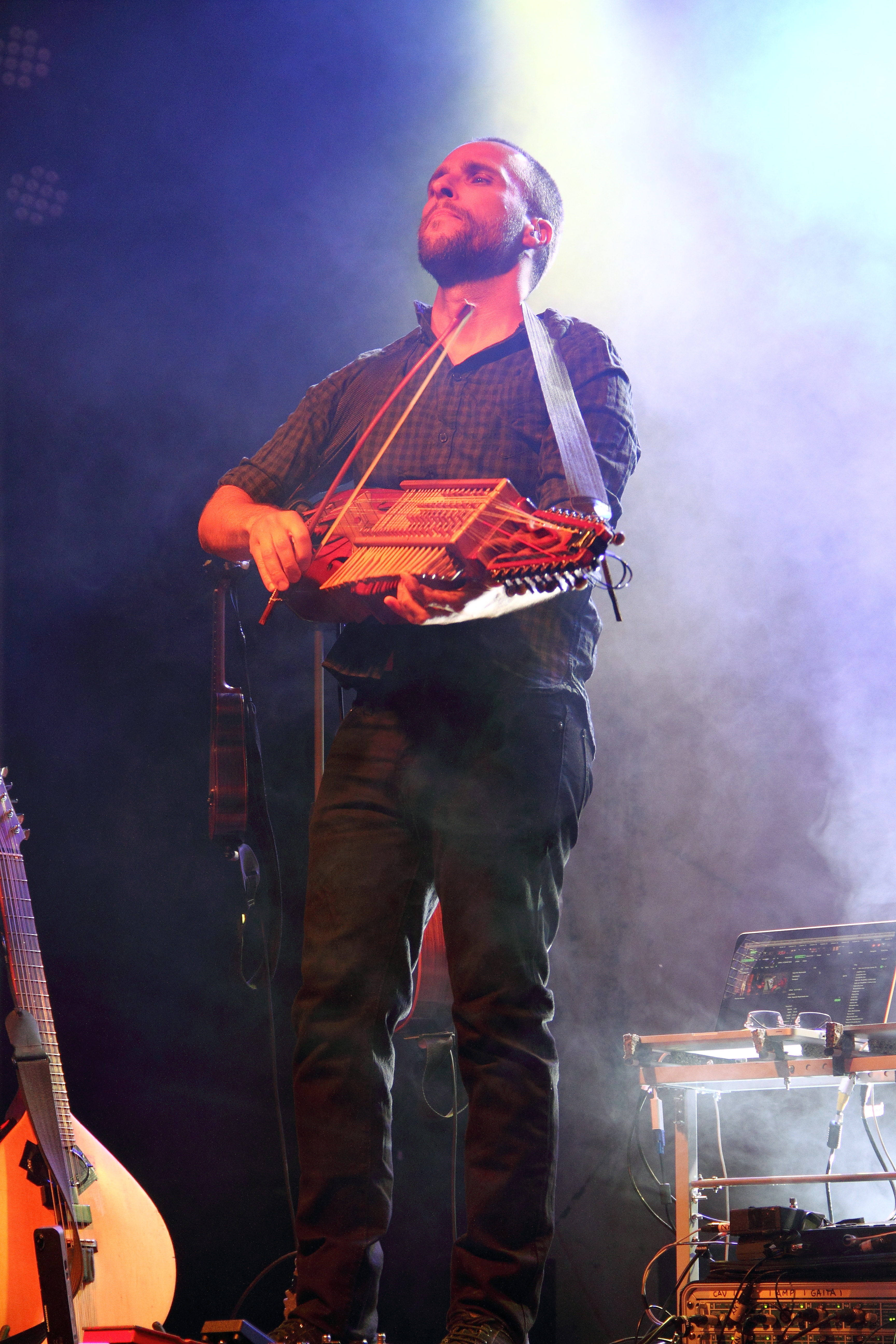
Vasco Ribeiro Casais auf dem Rudolstadt-Festival 2018

Gründungsmitglied Vasco Ribeiro Casais und seine Ehefrau Joana Negrão machten mit dem Projekt Seiva weiter. Daneben führte er außerdem das Einmann-Projekt Omiri fort, dass er bereits 2004 zusammen mit dem Videokünstler Tiago Pereira als Sideprojekt zu Dazkarieh gründete. André Silva, ein ehemaliger Schlagzeuger der Band, spielte bei Metalbands wie Shadowsphere und Dawnrider. Rui Rodrigues war Mitglied von Pás de Problèm und Voodoo Marmalade. Seit 2014 führt er sein Soloprojekt Casuar.

## Diskografie

### Alben
- 2002: Dazkarieh I (Ediçoes Bigorna/Forja Cultural)
- 2004: Dazkarieh II – Espanta Espíritos  (Ediçoes Bigorna/Forja Cultural)
- 2006: Incógnita Alquimia (Hepta Trad)
- 2009: Hemisférios (Hepta Trad)
- 2011: Ruído do Silêncio (Galileo Music Communication)
- 2012: Eterno Retorno (Galileo Music Communication)
- 2014: Finisterra (Eigenproduktion)

### Kompilationen
- 2005: Eldest (Gailivro, Begleit-CD zu Christopher Paolinis Eldest)